# Merkur
 Ovo je glavno značenje pojma Merkur. Za druga značenja pogledajte Merkur (razdvojba).
Merkur je najmanji planet Sunčeva sustava i najbliži Suncu. Izgleda kao kraterima i kraterskim zrakama prošarana kugla sive boje s gotovo nezamjetnim lokalnim smeđim nijansama. 
Na nebu je od Sunca prividno udaljen najviše 28° zbog čega se u rijetkim i najboljim uvjetima promatranja golim okom vidi vrlo blizu zapadnog horizonta nakon zalaska ili vrlo blizu istočnoga horizonta prije izlaska Sunca. U najboljim uvjetima promatranja, pri najvećoj elongaciji, vidi se kao zvijezda prividne magnitude sjaja 0. Poslije sumraka može se opaziti još najviše sat i pol. Proučavanja Merkura teška su, bez obzira na to jesu li vizualna, uz pomoć teleskopa, fotografska ili instrumentalna.
Merkur nema prirodnog satelita. Od Sunca je u prosjeku udaljen 0,387 astronomskih jedinica ili 57,91 milijuna kilometara.
Oko Sunca obiđe za zvjezdanu godinu (sideričku godinu) jednaku 88 Zemaljskih dana. Os vrtnje gotovo mu je okomita na ravninu orbite. Okreće se vrlo sporo – siderički dan traje mu 58,65 dana, što iznosi 2/3 sideričke godine. Posljedica ovako složenoga apsolutnog gibanja jest prividno gibanje Sunca po Merkurovoj nebeskoj sferi koje se očituje periodičnom retrogradnošću Sunca, odnosno izvođenjem jedne petlje.
Merkur je gotovo tri puta manji od Zemlje, s površinskom gravitacijom koja iznosi 0,38 Zemljine. Nema atmosferu u uobičajenom smislu, nego egzosferu koju otpuhuje Sunčev vjetar. Temperatura površine ima vrlo visoke dnevne oscilacije.
Dio Merkurove površine snimila je svemirska letjelica Mariner 10 1974. i 1975. godine, a 2008. letjelica MESSENGER napravila je potpunu kartu.
Posjeduje veliku jezgru koja se uglavnom sastoji od metala i ima slabo globalno magnetsko polje.
U naizmjeničnim vremenskim razmacima od 7 i 13 godina, sa Zemlje se vidi kako prividno prelazi preko Sunca.
Merkur je bio rimski bog trgovine i putovanja, glasnik bogova. Stari su mu Grci nadjenuli čak tri imena: opće ime Stilbon, Apolon za jutarnju pojavu, te večernje ime Hermes, prema bogu medicine, magije, trgovine, lopova, govornika i okultnoga.
Po uzoru na stara češka imena planeta, kajkavci su jedno vrijeme za Merkur upotrebljavali ime Dobropas (Dobrobasz po starom kajkavskom pravopisu), dok je u Zori dalmatinskoj za Merkur upotrebljen naziv Sunčarica. 

## Fizička svojstva

### Atmosfera
Svemirska letjelica Mariner 10 je ustanovila da nad površinom Merkura lebdi oko milijun molekula plina u kubičnom centimetru, što odgovara tlaku 10−17 Pa (10−12 bar). Zbog toga se najčešće smatra da Merkur nema pravu atmosferu već egzosferu. Njen sastav čine uglavnom kisik, natrij i vodik. Zbog visokih temperatura i slabe gravitacije, atomi i molekule atmosfere neprestano odlaze s planeta. Izgubljena atmosfera obnavlja se česticama Sunčevog vjetra zarobljenih Merkurovim magnetskim poljem, isparavanjem polarnog leda i isparavanjem prilikom udara metoroida.
Natrijski dio atmosfere Merkura moguće je snimiti sa Zemlje koristeći uskopojasni, žuti natrijev filter i dugo eksponiranje.

### Površinska temperatura
Iako nema najtopliju površinu u Sunčevom sustavu, posjeduje najekstremnije temperaturne oscilacije. Temperatura Merkurove površine mijenja se u širokom rasponu, od -180 °C do 430 °C kao rezultat nekoliko faktora: blizine planeta Suncu, spore rotacije i nedostatka atmosfere. Prosječna dnevna temperatura Merkurovog regolita iznosi oko 350 °C, a prosječna noćna oko -170 °C. Dna kratera na polovima koja nikada nisu obasjana Suncem ne prelaze temperaturu od -180 °C i ponašaju se kao hladne stupice - atomi i molekule volatila koje dotaknu površinu izgube toplinsku energiju i ostanu zarobljeni. Sonda MESSENGER je dokazala da na tim mjestima postoji regolit bogat vodenim ledom.
Zbog vrlo velike eliptičnosti putanje, velik je i raspon energije koju planet prima od Sunca. Kada je najbliže Suncu, subsolarna točka prima čak deset puta više energije po jedinici površine nego Zemlja, dok na dijelu putanje najdaljem od Sunca ta točka prima samo četiri puta više energije. Merkur nema površinske tekućine ni atmosferu čija bi strujanja ublažila temperaturne razlike kao što se to događa u slučaju Venere i Zemlje. Godišnja doba ovise zato o položaju na izduženoj stazi, a i o geografskoj dužini mjesta na planetu: mjesta na 0° i 180° dobivaju u prosjeku dva i pol puta više topline nego ona na 90° i 270°. Zbog dobre toplinske izolacije regolita, u ekvatorskom području temperatura ispod površine je uvijek viša od temperature ledišta vode, a u polarnim područjima uvijek je ispod ledišta.

### Reljef
Na prvi pogled površina Merkura ne razlikuje se od površine Mjeseca. Svojstveni reljefni oblici su krateri, kružna brda, bazeni (velike kružne ravnice nalik Mjesečevim morima) i rasjedi. Krateri se javljaju sa središnjim uzvišenjima i bez njih, sa svjetlijim ili tamnijim dnom. Oko nekih kratera se šire svijetle zrake. Udarni su krateri dobro ocrtani rasprsnutim materijalom, koji je mnogo manje odbačen nego na Mjesecu, zbog većeg ubrzanja slobodnog pada. Planine dosežu visinu od 4 kilometra. Svjetlija kopna i tamnija mora nemaju vizualno oštru granicu, niti je materijal mora tako taman kao na Mjesecu. Dok na Mjesecu na gusto bombardiranom tlu krateri prekrivaju jedan drugog, na Merkuru se između kratera i bazena javljaju dosta glatke površine, ravnice. Udarni su krateri i do danas očuvani jer na Merkuru nema ni atmosfere ni vulkanske aktivnosti koja bi ih izbrisala.
Najizrazitija tvorevina na Merkuru (od fotografiranih detalja) je Ravnica Vrućine (lat. Planitia Caloris) promjera oko 1300 kilometara. To je valovito naboran bazen s koncentričnim planinskim prstenovima i rubnim planinama te podsjeća na Mjesečevo Istočno more. Na antipodu Ravnice Vrućine prostire se jako zgužvan teren koji je vjerojatno nastao koncentriranjem seizmičkih valova potaknutih udarom od kojeg je oblikovana Ravnica. Dno bazena je napunjeno skrutnutom lavom i puno je mlađih kratera. Nazvano je Caloris zbog toga što je to najtoplije mjesto na Merkuru - svaki put kada Merkur dođe na dio putanje najbliži Suncu, na ovom području nalazi se subsolarna točka.
Od tektonskih pojava značajna je dolina nalik Mjesečevoj Alpskoj Dolini i tzv. resastih rasjeda svojstvenih za Merkur koji su visoki 2-3 km, pružaju se stotine kilometara u duljinu, a površine na obje strane rasjeda ničim se ne razlikuju. Smatra se da su nastali kao posljedica regionalnog, ako ne i globalnog stezanja planeta prilikom njegovog hlađenja. Merkurov regolit jednako je razmrvljen i rahao kao i Mjesečev. Tvar nalikuje poput pudera usitnjenoj vulkanskoj šljaci, male je odrazne moći i niske toplinske vodljivosti. Takav regolit nastaje udarima meteorita, čestica Sunčevog vjetra i toplinskom erozijom.

#### Led na polovima
Radarska snimanja otkrila su područja velike radarske refleksivnosti, što bi moglo upućivati na prisustvo leda. Radarski svijetlih područja pronađeno je nekoliko desetaka, a većina ih po položaju, obliku i dimenzijama poklapa s dnima kratera oko oba Merkurova pola. Položaj najvećeg radio-svijetlog područja na južnom polu poklapa se s položajem velikog kratera Chao Meng-Fu.
Led na polovima je potvrdila letjelica MESSENGER 2012. godine, otkrivajući velike količine leda, posebno na sjevernom polu.
Depolariziranost reflektiranog radiovala također upućuje na prisustvo leda, a i otkriće leda na dnu kratera na Mjesečevim polovimaovoj pretpostavci daje dodatnu težinu. Leda bi na Merkuru moglo biti i do tisuću puta više nego na Mjesecu i mogao bi biti star koliko i Sunčev sustav.
Reflektivnost ovih područja nije velika kao kod ledenih satelita kao što su Europa, Ganimed ili Kalisto no ipak je znatno veća od reflektivnosti ostatka Merkurove površine. Iako i neki drugi materijali poput nekih metalnih sulfida ili nataloženih iona natrija mogu imati sličnu reflektivnost, položaj ovih područja upućuje upravo na vodeni led.
Mogući izvori leda su otpuštanje plinova iz unutrašnjosti, kemijske reakcije prilikom udara meteoroida u regolit i hvatanje protona Sunčevog vjetra u kristalnoj rešetci silikata u regolitu.

### Svojstva unutrašnjosti planeta
U usporedbi s relativnim volumenom Zemljine jezgre (17 %), Merkurova jezgra je puno veća i iznosi 42 % volumena planeta.
Sastoji se od 70 % metala i 30 % silikata. Unatoč većoj količini željeza, prosječna gustoća Merkura je manja od prosječne gustoće Zemlje jer Zemlja svojom većom masom vrši veću gravitacijsku kompresiju svoje unutrašnjosti. Merkurova kora je puno deblja od Zemljine.
Podaci sa svemirske letjelice MESSENGER pokazuju da se ispod debele i čvrste kore nalazi čvrsti plašt koji okružuje vanjsku, tekuću jezgru, dok se u sredini nalazi čvrsta unutarnja jezgra.

### Merkurova putanja i vrtnja

#### Putanja
Merkurova orbita je ekscentrična i varira 46 do 70 milijuna km u polumjeru. U 19. stoljeću opažene su promjene u Merkurovoj orbiti: točka u kojoj se Merkur najviše približava Suncu (perihel) zakretala se pomalo nakon svakog obilaska, opisujući gustu rozetu. Pojava se nazvala zakret perihela. Ova pojava nema objašnjenja u Newtonovoj klasičnoj mehanici i Keplerovim zakonima, zbog čega se dugo smatralo da postoji neotkriven planet, nazvan Vulkan, koji utječe na orbitu Merkura. Izmjereno odstupanje nije se moglo pripisati isključivo gravitacijskom utjecaju poznatih planeta. Za ovo malo odstupanjo pronađeno je rješenje tek razvitkom Einsteinove opće teorije relativnosti. Zbog velike ekscentričnosti orbite, brzina Merkura, a time i njegova masa (relativistički učinak), mijenjaju se dovoljno bitno da to izazove opaženo gibanje. Učinak se pojavljuje kod svih tijela koja orbitiraju, ali je kod Merkura izraženije zbog njegove blizine jakom izvoru gravitacije.
Osim relativističkog zakreta, staza Merkura zakreće se i zbog gravitacijskih perturbacija ostalih planeta - smjer velike osi elipse zakreće mu se još za oko 500" u 100 godina. Stvaran je zakret perihela jednak zbroju pertubacija i relativističkog učinka. Točnost astronomskih motrenja porasla je toliko da je utvrđeno kako je teorija relativističkog učinka točna bar na 1%, ako ne i bolje.

#### Vrtnja ili rotacija
Merkur rotira vrlo sporo. Nekada se smatralo da je zbog plimnih sila sinkroniziran sa Suncem, odnosno orbitalne rezonancije 1:1. Radarska promatranja 1965. godine pokazala su da je u rezonanciji 3:2, što znači da se za tri rotacije dogode dvije revolucije (obilaska oko Sunca). Ova rezonancija je stabilna zahvaljujući velikoj ekscentričnosti Merkurove putanje. Do prvobitnog, pogrešnog zaključka astronomi su došli promatrajući ga uvijek u najpovoljnijoj točki putanje, gdje je uvijek pokazivao istu stranu.
Posljedica ovih gibanja jest retrogradno gibanje Sunca na jednom dijelu njegovog prividnog gibanja po Merkurovoj nebeskoj sferi. U rijetkim područjima gdje se ono događa na horizontu rezultat je dvostruki izlazak sunca ili dvostruki zalazak sunca, ali ne oboje. U rijetkim područjima gdje se petlja odvija kada je Sunce najviše na nebu događa se dvostruko "podne". Na najvećoj površini Merkura Sunce na nebu radi petlju između horizonta i vrha svoje prividne putanje po nebeskoj sferi. To se događa zbog promjena orbitalne brzine prema drugom Keplerovom zakonu. Četiri dana prije perihela orbitalna brzina prestiže brzinu rotacije i Sunce se počinje prividno gibati retrogradno. Četiri dana nakon perihela orbitalna brzina se dovoljno smanji, tako da se Sunce nastavlja gibati progradno.
Do sinkronizacije rotacije i revolucije dolazi kroz eone, a kod Merkura i Mjeseca je ustanovljeno i da ju prati preuređenje unutrašnje građe - baricentar se odvaja od geometrijskog centra. Merkurova vrtnja i obilazak oko Sunca tako su usklađeni da mu je isti promjer u trenutku svakog prolaska perihelom uperen u Sunce.

#### Merkurov prijelaz ili tranzit
Merkur prividno prelazi preko Sunčevog kruga puno češće nego Venera. Na disku Sunca planet se zapaža kao tamna pokretna točka kojoj za prelazak u prosjeku treba nekoliko sati. Tranziti su nekoć imali znanstveno bitnu svrhu jer su omogućavali točnije određivanje astronomskih vrijednosti poput udaljenosti u Sunčevom sustavu. Trenuci u kojima planet redom dira rub Sunca s vanjske strane, s unutrašnje strane, s unutrašnje strane na suprotnom rubu i s vanjske strane, zovu se kontaktima: prvi, drugi, treći i četvrti kontakt.

### Magnetosfera
Magnetsko polje Merkura je jačine 0,7% Zemljinog, što je relativno jaka magnetosfera s obzirom na brzinu rotacije planeta i sastav jezgre i plašta. Kao i Zemljina, Merkurova magnetosfera je globalni dipol čija je os prema osi rotacije nagnuta 12°.
Jakost nađenog magnetskog polja još nije potpuno objašnjena jer se planet sporo okreće, a brza vrtnja i žitka, električno vodljiva unutrašnjost, smatraju se nužnim preduvjetima za pojavu planetskog magnetskog polja.

## Povijest istraživanja
Merkur je jedan od šest na nebu lako vidljivih planeta zbog čega je poznat od davnina. Prvi zapisi sežu do 264. pr. Kr. Ime Apolon bilo je pridijeljeno jutarnjoj pojavi, a ime Merkur večernjoj.
Zapažajući na Merkuru stalne oznake, Giovanni Schiaparelli je 1889. pogrešno ustanovio da period rotacije iznosi 88 dana, isto toliko koliko i zvjezdana godina (siderička godina). Jednak su period vrtnje (rotacije) potvrdila i fotografska snimanja. Promatrajući nejasnoće na tlu, Eugène Michel Antoniadi je pretpostavljao da postoji razrijeđena atmosfera, a njenu je moguću gustoću nastojao odrediti Audouin Charles Dollfus 1950. godine na temelju polarizacije odražene svjetlosti. Našao je da je Merkurova atmosfera bar 1000 puta rjeđa od Zemljine. I kasnija su mjerenja, spektroskopska, potvrdila postojanje plinova, ali su sva bila vrlo pretjerane procjene.

Nova su znanja dobivena upotrebom radioteleskopa. 1962. godine zabilježeno je da tlo na noćnoj strani isijava radiovalove neočekivane jačine. Tijekom opažanja Merkur je bio u fazi četvrti, polovično obasjan svjetlošću, no tlo je zračilo tako snažno kao da mu je čitav krug na temperaturi od oko 100 °C. Zbog toga što se tada još smatralo da je Merkur plimno zaključan, pojavilo se mišljenje da se noćna strana zagrijava strujanjem nekih atmosferskih plinova s osvijetljene strane. Do rješenja se došlo 1965., kada je uz pomoć odjeka radarskih valova utvrđeno da siderički (zvjezdani) period vrtnje traje 58.65 dana, što znači da se svaki dio površine Merkura prije ili kasnije bude na dnevnoj strani.
Najopsežnija istraživanja počele su svemirske letjelice. Prva koja ga je posjetila bila je američka letjelica Mariner 10. Ispitivala ga je u čak tri navrata. 29. ožujka 1974. prišla je Merkuru na udaljenost od 700 kilometara, zatim ga je obišla 21. rujna 1974., da bi mu ponovo prišla 16. ožujka 1975. i snimala s udaljenosti od oko 300 km. Putanja je bila dizajnirana kao visoko ekscentrična i heliocentrična tako da joj se perihel našao blizu afela Merkurove putanje, s periodom revolucije od 176 dana, a taj se podudara s dvostrukom Merkurovom godinom. Zbog te sinkronizacije, letjelica je uvijek vidjela istu Merkurovu stranu i snimila samo jednu trećinu površine. Na osnovi gibanja letjelice u gravitacijskom polju Merkura određena mu je masa.
NASA je u kolovozu 2004. prema Merkuru uputila letjelicu MESSENGER (eng. MErcury Surface, Space ENviroment, GEochemistry and Ranging) koja je provela vrlo detaljna istraživanja nakon što je 18. ožujka 2011. godine ušla u orbitu. Nakon dva produžetka misije letjelici je nestalo goriva i više nije mogla održavati ispravno usmjerenje ni orbitalnu brzinu. Zbog nejednolikog gravitacijskog privlačenja Merkura i Sunca, te radijacijskog tlaka Sunčevog zračenja degradirala joj je orbita i zabila se u površinu Merkura 30. travnja 2015.
Na putu za Merkur je letjelica BepiColombo, lansirana 20. listopada 2018. koja će nakon nakon jednog preleta Zemlje, dva preleta Venere i šest preleta samog Merkura stići do Merkura 5. prosinca 2025.

## Vanjske poveznice
- Astronomska sekcija Fizikalnog društva Split - Merkur  Arhivirana inačica izvorne stranice od 1. rujna 2005. (Wayback Machine)
- Zvizda Sunčarica (Zora Dalmatinska, 1. godina, br. 3 od 15. sičnja 1844, str. 17. Opsega 1)

### Ostali projekti
|  | Zajednički poslužitelj ima još gradiva o temi Merkur |